# راسيل هارتي
راسيل هارتي (بالإنجليزية: Russell Harty)‏ هو مقدم تلفزيوني بريطاني، ولد في 5 سبتمبر 1934 في بلاكبرن في المملكة المتحدة، وتوفي في 8 يونيو 1988 في ليدز في المملكة المتحدة بسبب التهاب كبدي.

## وصلات خارجية
- راسيل هارتي على موقع IMDb (الإنجليزية)
- راسيل هارتي على موقع الموسوعة البريطانية (الإنجليزية)
- راسيل هارتي على موقع ديسكوغز (الإنجليزية)
- راسيل هارتي على موقع قاعدة بيانات الفيلم (الإنجليزية)